# Penalty Flag

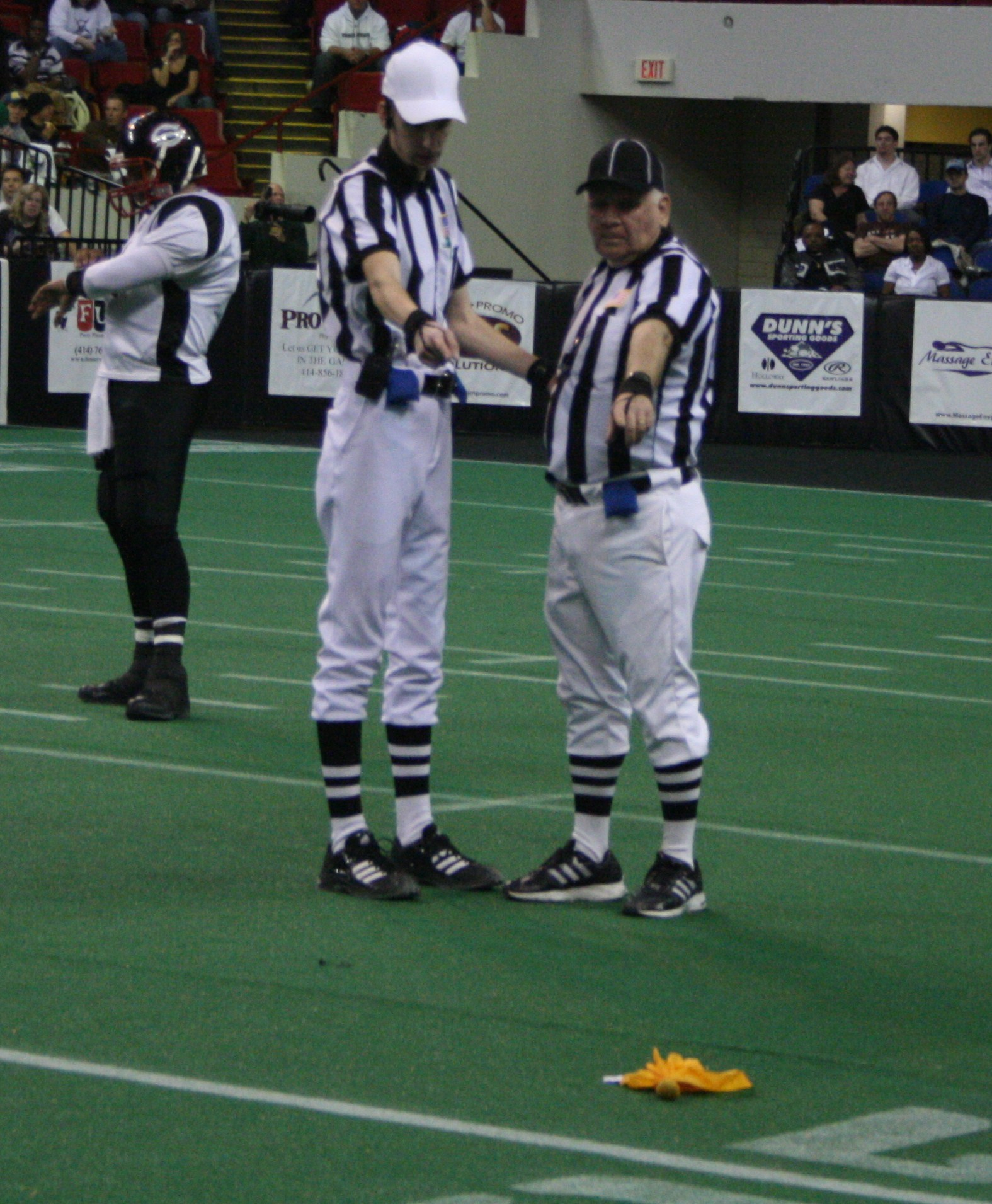
Schiedsrichter zeigen in einem Arena-Football-Spiel auf eine geworfene Flag.

Die Penalty Flag (oder „Flag“) ist ein farbiges Stofftuch, welches in verschiedenen Sportarten, darunter American Football und Lacrosse, von den Schiedsrichtern verwendet wird, um den Ort eines Fouls zu markieren. Die Flagge ist gewöhnlich um ein Gewicht, etwa einen Bohnensack, gewickelt, um sie weiter werfen zu können. Bis 1999 wurde häufig auch eine Metallkugel genutzt. Diese Praxis wird nicht mehr ausgeübt, nachdem eine Flagge, geworfen durch den Schiedsrichter Jeff Triplette, dem Offensive Tackle der Cleveland Browns, Orlando Brown, in einem Spiel gegen die Jacksonville Jaguars am Auge traf. Brown war aufgrund der Augenverletzung gezwungen drei Saisons auszusetzen und einigte sich mit der National Football League (NFL) auf eine Entschädigung von 25 Millionen US-Dollar.
Die Flag ist im Canadian Football orange, in der NFL bis 1965 weiß und danach gelb. Bis in die 1970er waren sie im College Football rot, bevor man ebenfalls auf gelb umstellte. Im Lacrosse gibt es keine einheitliche Farbe, es wird jedoch meist gelb genutzt.
Die Idee für die Penalty Flag kam vom Head Coach der Youngstown State, Dwight Beede, und wurde zum ersten Mal beim Spiel gegen die Oklahoma City University am 17. Oktober 1941 genutzt. Vor den Flags wurden Regelverstöße mit Hilfe von Pfeifen signalisiert. In der National Football League wurde am 17. September 1948 im Spiel Green Bay Packers gegen die Boston Yanks erstmals die Penalty Flag geworfen.
Im American Football gibt es neben der Penalty Flag noch die rote Challenge Flag, welche vom Head Coach bei der Coach’s Challenge geworfen wird um eine Überprüfung einer Schiedsrichterentscheidung mittels Videobeweis zu fordern.